# Сан-Вісенте (департамент)
Сан-Вісенте (ісп. San Vicente) — один з 14 департаментів Сальвадору.
Знаходиться в центральній частині частини країни. Межує з департаментами Кабаньяс, Кускатлан, Ла-Пас, Усулутан та Сан-Мігель. З півдня омивається Тихим океаном. Адміністративний центр — місто Сан-Вісенте. Місто Сан-Вісенте був столицею Сальвадора під час перебування країни в складі Сполучених провінцій (1834—1840).
Утворений 12 червня 1824 року. Площа — 1184 км². Населення — 161 645 чол. (2007).

## Муніципалітети
1. Апастепекує
2. Верапас
3. Гваделупа
4. Сан-Вісенте
5. Сан-Ільдефонсо
6. Сан-Каєтано-Істепеке
7. Сан-Лоренсо
8. Сан-Себастьян
9. Сан-Естебан-Катарина
10. Санта-Клара
11. Санто-Домінго
12. Теколука
13. Тепетитан

## Галерея

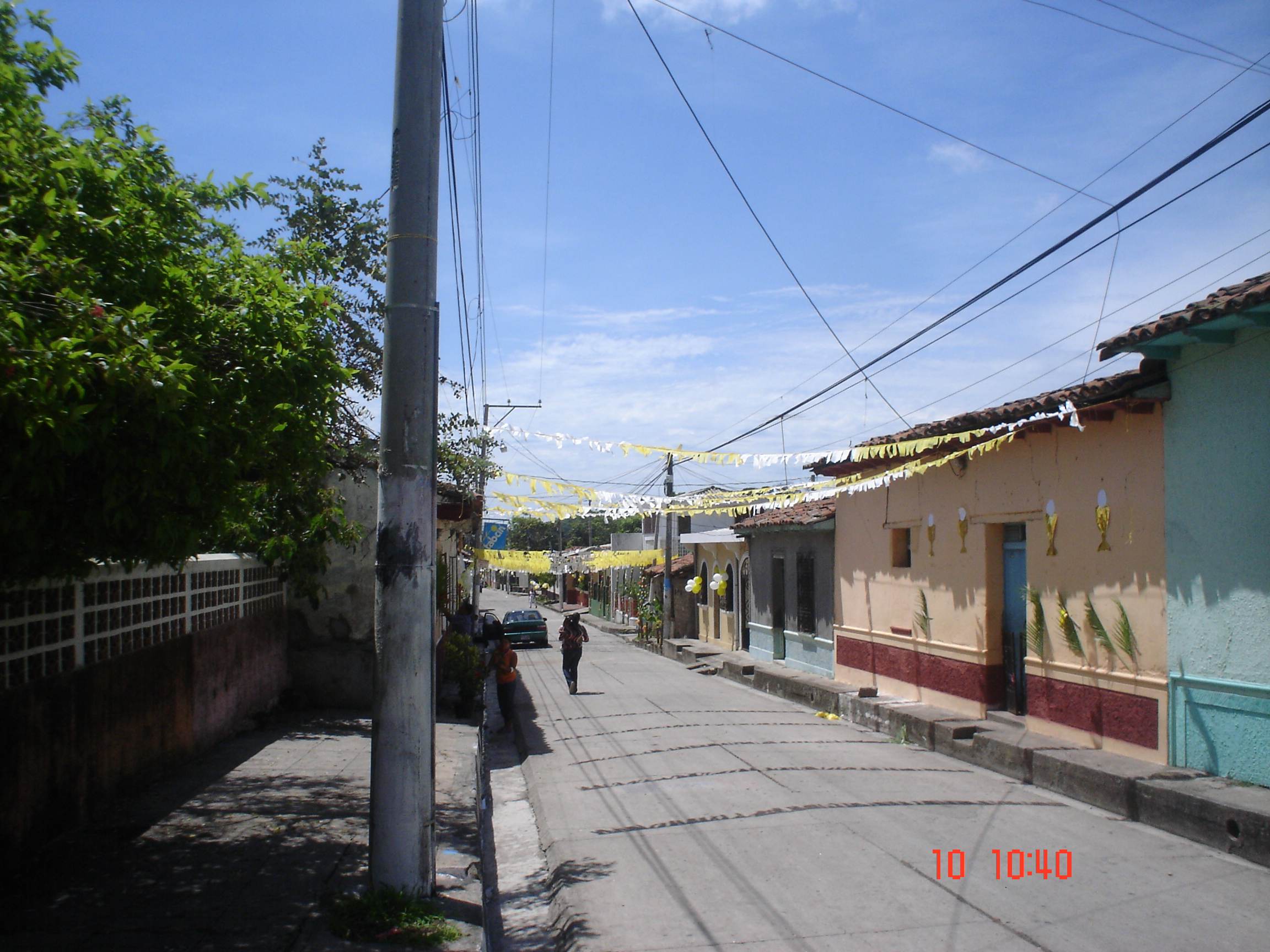
Апастепекує
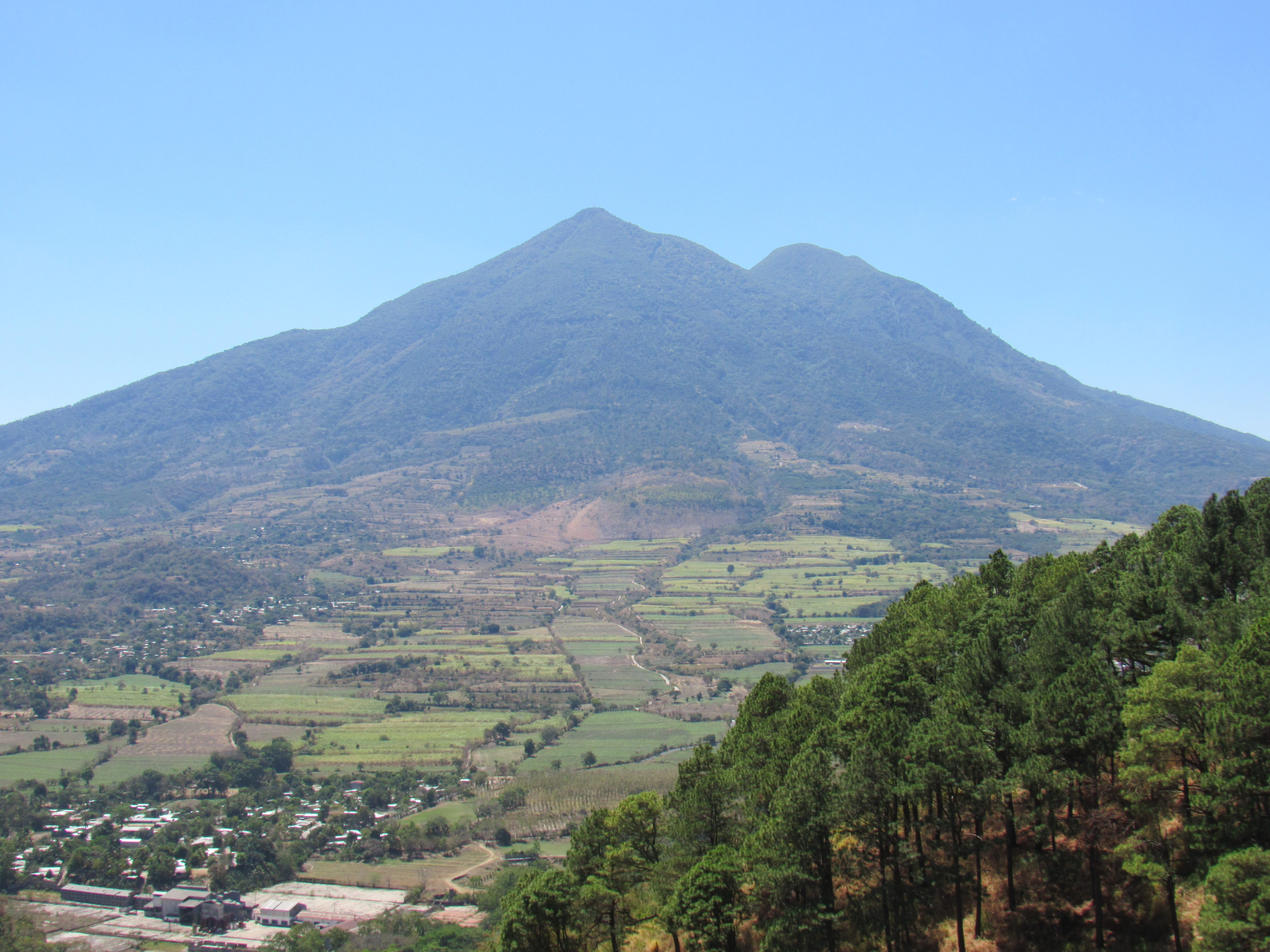
Вулкан Сан-Вісенте
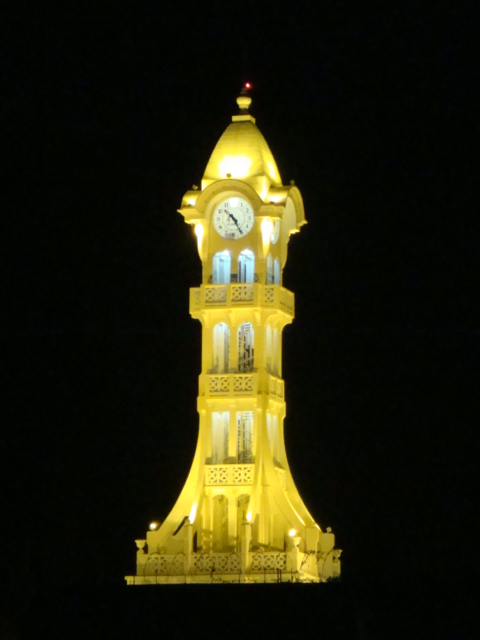
Вежа в Сан-Вісенте